# Mustela africana stolzmanni
Mustela africana stolzmanni es una subespecie de  mamíferos carnívoros  de la familia Mustelidae subfamilia Mustelinae.

## Distribución geográfica
Se encuentran en Sudamérica.